# 菲羅灰蝶屬
菲羅灰蝶屬（學名：Philotiella）是灰蝶科眼灰蝶亞科中的一個屬。物種分佈於美國加利福尼亞州和俄勒岡州。

## 物種
- 菲羅灰蝶 （Philotiella speciosa） (H. Edwards, 1877)
- Philotiella leona Hammond & McCorkle, 2000